# Charles Alexandre de Calonne
Charles Alexandre, vicomte de Calonne (* 20. Januar 1734 in Douai; † 29. Oktober 1802 in Paris) war ein französischer Staatsmann. Er war Generalkontrolleur der Finanzen (1783–1787) und später eine der führenden Gestalten der konterrevolutionären Emigration.

## Leben und Wirken

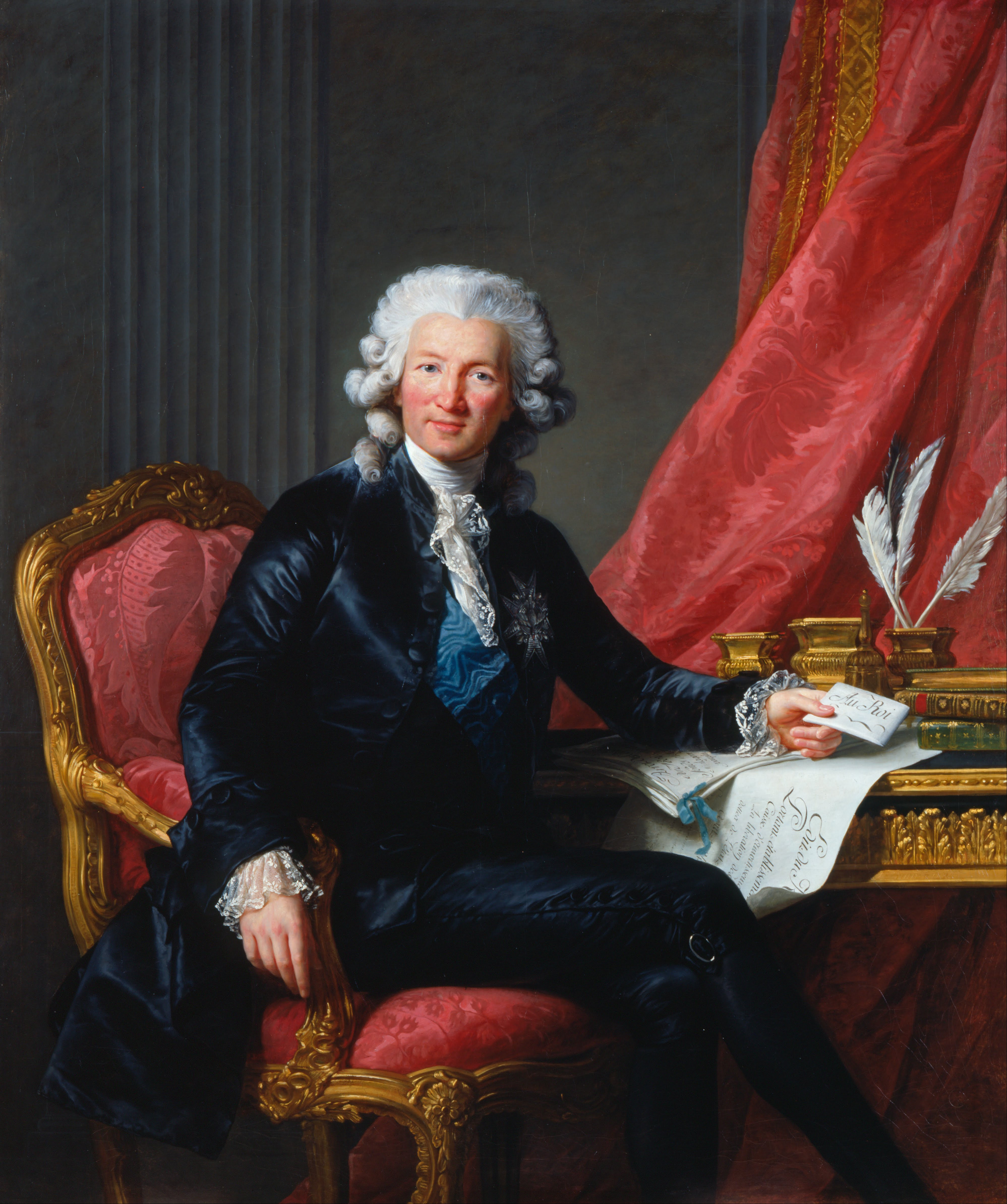
Vicomte de Calonne, Porträt von Élisabeth Vigée-Lebrun. Calonnes Unterschrift:

Sein Vater, Louis de Calonne (1700–1784) war als Jurist am Gericht in Douai, premier président du parlement tätig, seine Mutter war die Anne Henriette de Francqueville.  Er hatte weitere Geschwister, so Marie Anne de Calonne, Jacques de Calonne und Marie Madeleine de Calonne.
Er beschritt des Vaters Weg, studierte Jurisprudenz in Paris und war in der Folge zunächst Staatsanwalt, avocat général bei der Provinzregierung von Artois.
Später sollte Calonne als Staatsanwalts vom Gericht in Artois nach Douai gehen, wo er seine Karriere als Generalstaatsanwalt, Procureur général fortsetzte. Dann avancierte er zum Intendanten von Metz (1768) und Lille (1774).
1769 heiratete er Marie-Joséphine Marquet de Mont-Saint-Peyre (1751–1770), die Tochter eines Finanzinspektors, receveur général des finances.
Während der Krise, die der Französischen Revolution vorausging, als Minister auf Minister vergeblich versuchte, die leere Staatskasse wiederaufzufüllen und wegen Erfolglosigkeit entlassen wurde, wurde Calonne herbeigeholt, um die Führung der Dinge zu übernehmen. Am 3. November 1783 übernahm er sein Amt. Er verdankte seine Position Vergennes, der ihn für dreieinhalb Jahre weiter unterstützte; der König aber war ihm nicht gut gewogen, und – der Aussage eines österreichischen Botschafters zufolge – war sein Ansehen in der Öffentlichkeit extrem schlecht.
Bei seiner Amtsübernahme fand er nach eigenen Aussagen ausstehende Zahlungen in Höhe von 575,194 Millionen Livre vor, die Einnahmen betrugen aber nur 245,209 Millionen Livre und nicht wie sein Vorgänger behauptet hatte 609,920 Millionen Livre. Zunächst versuchte er Kredit zu besorgen und die Regierung mit Hilfe von Darlehen auf eine solche Weise fortzuführen, dass das öffentliche Vertrauen in die Zahlungsfähigkeit des Staates erhalten bliebe. Im Oktober 1785 ließ er die Goldmünzen umprägen und entwickelte die caisse d’escompte. Als diese Maßnahmen nichts halfen, schlug er dem König die Abschaffung interner Zölle und Abgaben und die Besteuerung des Eigentums des Adels und des Klerus vor. Turgot und Necker hatten diese Reformen versucht, und Calonne schrieb ihr Scheitern der böswilligen Kritik durch die Parlements zu. Deshalb ließ er für den 29. Januar 1787 eine Notabelnversammlung einberufen, der er das Defizit in der Schatzkammer darlegte. Er schlug die Einführung einer subvention territoriale vor, die auf jede Art von Eigentum ohne Unterschied erhoben werden solle. Diese Abschaffung von Privilegien wurde von den privilegierten Notabeln schlecht aufgenommen. Calonne ließ nun verärgert seine Berichte drucken und brachte damit den Hof gegen sich auf. Ludwig XVI. entließ ihn am 8. April 1787 und verbannte den als „Monsieur Deficit“ bekannten Calonne nach Lothringen. Paris war allgemein erleichtert.
In Wirklichkeit hätte sein kühner Reformplan, den Jacques Necker später wieder aufnahm, die Monarchie vielleicht retten können, wenn er nur vom König ernsthaft unterstützt worden wäre. Calonne begab sich bald darauf nach England und hielt mit Necker eine polemische Korrespondenz über die Finanzen aufrecht. 1789, als die Generalstände, États généraux vor der Einberufung standen, kam er zurück nach Flandern, in der Hoffnung, sich für die Wahl aufstellen zu lassen; ihm wurde aber streng verboten, Frankreich zu betreten. Aus Rache schloss er sich der Emigrantenpartei in Koblenz an und schrieb für sie. Auf diese Weise gab er fast sein ganzes Vermögen aus, das seine Frau, eine reiche Witwe, in die Ehe eingebracht hatte. 1802, nachdem er wiederum in London Domizil bezogen hatte, erhielt er von Napoleon Bonaparte die Erlaubnis, nach Frankreich zurückzukehren. Er starb einen Monat nach der Ankunft in seinem Heimatland in Paris.

## Trivia
Er war Erbauer der Tranchée de Calonne.

## Werke
- Charles Alexandre de Calonne: Lettre de M. de Calonne sur les finances, aux français. impr. de Chaudrillié, Paris 1797 (französisch, online).
- Charles Alexandre de Calonne: Lettre de M. de Calonne au citoyen auteur du prétendu rapport fait à S. M. Louis XVIII. de Boffe, London 1796 (französisch, online).
- Charles Alexandre de Calonne: Réponse de M. de Calonne à l’écrit de M. Necker, publié en avril 1787, contenant l’examen des comptes de la situation des finances, rendus en 1774, 1776, 1781, 1783 et 1787, avec des observations sur les résultats de l’Assemblée des notables. T. Spilsbury, London 1788 (französisch, online).
- Charles Alexandre de Calonne: Réponse de M. de Calonne aux observations du parlement sur le nouvel emprunt. Dezember 1785 (französisch, online).